# 馬場貞由
馬場 貞由（ばば さだよし、天明7年〈1787年〉 - 文政5年7月27日〈1822年9月12日〉）は、江戸時代後期のオランダ通詞、蘭学者。佐十郎（）の通称で知られる。号は穀里（）。

## 経歴
長崎の商人・三栖谷（）家の出身。親戚であるオランダ通詞・馬場貞歴（為八郎）の養子となる。志筑忠雄に師事し、オランダ商館長ヘンドリック・ドゥーフからオランダ語とフランス語を学び、その後任ヤン・コック・ブロンホフからは英語、更に日本側に捕らえられていたヴァシーリー・ゴロヴニーンからロシア語を学んだ。
文化5年（1808年）、天文方に蕃書和解御用が設置されると出仕し、文化8年（1811年）秋から、大槻玄沢、宇田川榛齋、宇田川榕庵、小関三英、湊長安らとともに『厚生新編』の翻訳にあたる。その他、ゴローニン事件に対応。ロシア語を身につけると、文化11年、『俄羅斯語小成十一巻』を作成。当時頻発していた外国人の来航に対する応対や外交文書の翻訳にあたった。文政3年（1820年）、中川五郎治がロシアから持ち帰った種痘書を和訳した。
墓所は宗延寺。大正5年（1916年）、従五位を追贈された。